# Silnice D66
Silnice D66 (chorvatsky Državna cesta D66) je silnice v Chorvatsku. Je dlouhá 90,1 km. Jde o nejdůležitější silnici při severovýchodním pobřeží Istrie. Nejprve jde po pobřeží, prochází městem Opatija, potom vnitrozemským městem Labin a městem Pula, kde končí.